# Сословный театр
Сословный театр (чеш. Stavovské divadlo, нем. Ständetheater) — театр в Праге, c 1948 года — одна из сцен Национального театра.
До 1798 года известен как театр графа Ностица. Здание построено в 1783 году в  классическом стиле по заказу графа Франца Антона (Франтишека Антонина) Ностица-Ринека Франца Антона (Франтишека Антонина) Ностица-Ринека. На портале девиз — Patriae et Musis (Родине и Музам). Здание находится на площади Фруктового рынка (чеш. Ovocný trh) в пражском Старом Городе.
Первая постановка — пьеса «Эмилия Галотти» Лессинга. Драмы обычно ставились на немецком, оперы — на итальянском языке, однако уже с 1785 года начинаются первые постановки на чешском языке, к 1810-м годам ставшие еженедельными.
Больше всего театр знаменит как место, где состоялись премьеры опер Моцарта «Дон Жуан» (1787) и «Милосердие Тита» (1791). Постановками дирижировал лично автор, это единственный сохранившийся в первозданном виде театр, где выступал Моцарт. Среди других опер, премьеры которых прошли на сцене театра, — «Фауст» Луи Шпора (под управлением Карла Марии фон Вебера).
В 1798 году театр куплен сословиями Чешского королевства и получил название Королевского Сословного театра. В первой половине XIX века для театра писали славянские драматурги: чех Йозеф Каэтан Тыл и словак Ян Коллар, здесь была поставлена первая чешская опера Франтишека Шкроупа (1826) и впервые прозвучал гимн Чехии «Где дом мой?» (1834). Однако после поражения революции 1848—1849 годов чешская сцена приходит в упадок. В 1862 году театр был переименован в Королевский провинциальный немецкий театр (нем. Königlich Deutsches Landestheater), там ставился почти исключительно немецкий репертуар. Возрождение чешской сцены в 1880-е годы произошло уже в Национальном театре.
В Провинциальном немецком театре дирижировали Карл Мария фон Вебер, Антон Рубинштейн и Густав Малер, выступали Анджелика Каталани и Никколо Паганини.
С 1920 года театр вернул название Сословного и чешский репертуар, а также был организационно объединён с Национальным театром. В 1948—1990 годах носил имя Й. Тыла, но затем был вновь переименован в Сословный.
В наше время характерной частью репертуара являются произведения Моцарта. Здесь снимались пражские сцены фильма Милоша Формана «Амадей». Кроме того, в театре идут многочисленные драматические спектакли, как по пьесам чешских авторов, так и по переводным.